# Unión Católica (Costa Rica)
La Unión Católica fue un partido político costarricense, surgido durante el gobierno del Presidente José Rodríguez Zeledón. Fue el primer partido ideológico fundado en Costa Rica. Su nombre completo era Unión Católica del Clero de Costa Rica, y tenía una ideología conservadora y confesional, aunque también hizo suya la naciente doctrina social de la Iglesia católica. Participó en las elecciones legislativas de 1892 y obtuvo un número importante de diputados, aunque no suficientes para imponerse a la coalición de los sectores liberales y el gobierno de Rodríguez. 
Para las elecciones de 1894 proclamó la candidatura del ex Regente de la Corte Suprema de Justicia José Gregorio Trejos Gutiérrez, y aunque en los comicios de primer grado, efectuados en febrero de ese año, obtuvo la victoria, el gobierno suspendió las garantías individuales, encarceló al candidato y a numerosos electores y forzó las cosas para que en los comicios de segundo grado triunfase la candidatura de Rafael Iglesias Castro, Secretario de Guerra y Marina y yerno del Presidente Rodríguez. La Unión Católica prácticamente desapareció, y en 1895 una reforma constitucional dispuso que no se podría hacer propaganda política invocando motivos de religión ni valiéndose de creencias religiosas. Uno de sus principales dirigentes  fue el cafetalero don Alejo E. Jiménez Bonnefil (1858-1922) quien llegó a ocupar la presidencia del partido y al que le unían lazos de amistad con el notable obispo Bernardo Augusto Thiel (1850-1901), promotor y padrino de la Unión Católica.
La Unión Católica tenía una ideología clericalista, además era denotadamente antimasónica, de hecho uno de los requisitos para ser miembro del partido era no ser masón y difundían literatura antimasónica como el Manual de la Liga Antimasónica.
Para las elecciones de 1906 surge un partido conservador claramente vinculado a la antigua Unión Católica y que compartía mucha de su dirigencia, el Unión Demócrata,  que postula a la presidencia a Ezequiel Gutiérrez Iglesias. 